# Grothusenkoog
Grothusenkoog (danès Grothusen Kog) és una ciutat del districte de Nordfriesland, dins l'Amt Eiderstedt, a l'estat alemany de Slesvig-Holstein. Està situat a uns 13 km a l'oest de Tönning, a la península d'Eiderstedt.